# Preston Henn
 (mai 2017).
Si vous disposez d'ouvrages ou d'articles de référence ou si vous connaissez des sites web de qualité traitant du thème abordé ici, merci de compléter l'article en donnant les références utiles à sa vérifiabilité et en les liant à la section « Notes et références ».
Pour les articles homonymes, voir Henn.
Preston Henn, né le 20 janvier 1931 à Murphy (Caroline du Nord) et mort le 30 avril 2017 à Hillsboro Beach (Floride), est un pilote automobile américain sur circuits à bord de voitures de sport type Grand Tourisme et Sport-prototypes et propriétaire d'écurie.

## Biographie
Riche entrepreneur, propriétaire du drive-in Fort Lauderdale Swap Shop fondé en 1963, Preston Henn dispute sa carrière personnelle de compétiteur automobile de 1977 à 1986.
Il participe aux 24 Heures du Mans à cinq reprises entre 1979 et 1984, obtenant pour sa dernière année de présence la deuxième place de l'épreuve, à deux tours des vainqueurs avec Jean Rondeau et John Paul Jr. sur l'une de ses Porsche 956 (2.6L Turbo I6, team Henn's T-Bird Swap Shop). Grâce à cette équipe Jean-Louis Schlesser termine dixième des 24 Heures du Mans 1983, associé à Henn et à Claude Ballot-Léna sur la 956, et Michel Ferté participe à l'édition 1984.
Il remporte les 24 Heures de Daytona en 1983 associé à A. J. Foyt ainsi qu'aux français Bob Wollek et Claude Ballot-Lena, sur Porsche 935 Turbo de sa propre équipe alors nommée le Henn's Swap Shop Racing (en Championnat IMSA GT).
Il termine encore deuxième des 24 Heures de Daytona en 1986, troisième de la finale IMSA GT à Daytona en 1984 (4e en 1982 et 5e en 1979), et quatrième des 12 Heures de Sebring en 1980.
Comme seul propriétaire d'écurie cette fois, l'une de ses Porsche 962 s'impose aussi lors des 12 Heures de Sebring de 1985, encore avec A.J. Foyt et Bob Wollek, ce dernier obtenant seul une troisième place aux 1 000 kilomètres du Nürburgring en 1981 avec une 935 K3 de l'équipe.
Il lui est également arrivé de participer à des courses de bateau offshore, et il possède une collection personnelle de voitures exotiques.
En 2013 il s'offre le premier Gulfstream G650 mis à la vente.